# Sheffield-Klasse
Die Sheffield-Klasse oder auch der Type 42 war eine Zerstörer-Klasse der Royal Navy und der Armada de la República Argentina. Typschiff war die im Falklandkrieg 1982 versenkte Sheffield.

## Geschichte
Die Einheiten wurden in den 1960er Jahren als Luftabwehrschiffe konzipiert und in den Jahren 1975 bis 1985 in Dienst gestellt. Sie wurden als kostengünstigerer Ersatz dem ursprünglich geplanten Type-82-Zerstörer vorgezogen.
Am 18. Mai 1970 bestellte Argentinien, damals noch Verbündeter Großbritanniens, zwei Schiffe der Klasse. Von diesen wurde die Hercules bei Vickers gebaut. Die zweite Einheit Santisima Trinidad wurde in Argentinien gebaut, während Großbritannien Elektronik und Waffen lieferte.
Im Falklandkrieg 1982 gingen die Sheffield und die Coventry verloren. Der Krieg zeigte auch die Schwäche dieser Zerstörerklasse, denn es gelang ihnen nicht, die Flotte effektiv gegen tieffliegende Jagdbomber zu verteidigen.
Aus diesem Grund wurden die Schiffe in den Folgejahren intensiv verbessert. Die zwei folgenden Bauserien des Type 42 (Batch II und III) wurden von Anfang an mit verbesserten Waffensystemen und Sensoren konzipiert. Während des Golfkrieges 1991 gelang es der Gloucester eine anfliegende irakische Silkworm-Rakete durch eine Sea-Dart-Boden-Luft-Rakete zu zerstören. Es war der erste und bislang einzige erfolgreiche Abschuss einer feindlichen Rakete durch ein Kriegsschiff.
Als letztes Schiff der ersten Bauserie wurde am 14. Juli 2005 die Cardiff ausgemustert. Als letztes der ursprünglich 14 Schiffe der Sheffield-Klasse in der Royal Navy wurde am 6. Juni 2013 die Edinburgh außer Dienst gestellt. Seit 2009 werden die Zerstörer der Daring-Klasse als Nachfolger des Type-42-Zerstörers in Dienst gestellt.
Von den beiden argentinischen Einheiten war 2009 noch die Hercules in Dienst.

## Technik

### Rumpf und Antrieb

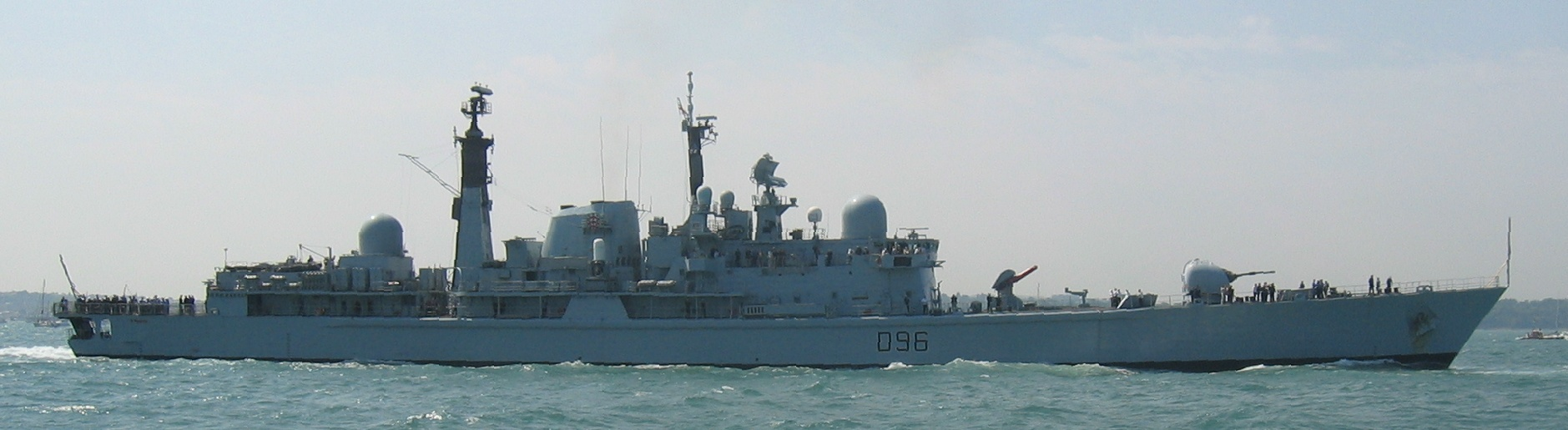
Seitenansicht der Gloucester

Die Schiffe der ersten Baulose waren 125 Meter lang, 14,3 Meter breit und verdrängten bei einem Tiefgang von 5,8 Metern 4.100 tn.l. Nach den Erfahrungen im Falklandkrieg wurden die Schiffe des dritten Bauloses um 16 Meter verlängert und um einen halben Meter verbreitert, um zusätzliche Elektronik aufzunehmen. Der COGOG-Antrieb über zwei Wellen besaß zwei Rolls-Royce Tyne RM1A-Gasturbinen mit insgesamt 9.700 Wellen-PS für Marschfahrt. Für Höchstgeschwindigkeit wurde auf zwei Rolls-Royce Olympus TM3B-Turbinen umgeschaltet, die insgesamt 50.000 Wellen-PS lieferten.

### Bewaffnung und Elektronik
Hauptwaffe der Schiffe war die Sea-Dart-Flugabwehrrakete, die von einem Doppelarmstarter vor der Brücke gestartet wurde. Im Magazin lagerten 22 Flugkörper. Entgegen anders lautenden Spekulationen galt dies für alle Bauserien, trotz des längeren Rumpfes der Batch III, da dieser nur strukturelle Gründe hatte. Vor dem Lenkwaffenstarter befindet sich ein 11,4-cm-Geschütz.
Zum Ende der Einsatzzeit verfügten alle Schiffe über zwei Phalanx-Nahbereichsverteidigungssysteme sowie jeweils zwei 30-mm-Zwillingsgeschütze und zwei 20-mm-Geschütze. Zur U-Jagd wurden zwei Dreifachtorpedorohre sowie der Lynx-Hubschrauber, dessen Hangar sich am Heck befand, verwendet.
Die Sensoren umfassten ein Typ-1022-Seeüberwachungsradar, ein Typ-992Q/R-Luftüberwachungsradar und ein Bugsonar. Zur Feuerleitung der Sea-Dart-Raketen verfügten alle Schiffe über zwei Typ-909-Feuerleitradare.

## Schiffe
| Name                       | Kennung | Werft                                                                     | Stapellauf         | Indienststellung   | Heimathafen     | Status |
| Batch I                    | Batch I | Batch I                                                                   | Batch I            | Batch I            | Batch I         | Batch I |
| -------------------------- | ------- | ------------------------------------------------------------------------- | ------------------ | ------------------ | --------------- | --- |
| Sheffield                  | D80     | Vickers Shipbuilding and Engineering, Ltd. (VSEL), Barrow-in-Furness      | 10. Juni 1971      | 16. Februar 1975   | Portsmouth      | Am 10. Mai 1982 im Falklandkrieg gesunken                                                                               |
| Birmingham                 | D86     | Cammell, Laird & Company Birkenhead                                       | 30. Juli 1973      | 3. Dezember 1976   | Portsmouth      | 1999 ausgemustert, 2001 verschrottet                                                                                    |
| Newcastle                  | D87     | Swan Hunter Shipbuilders Ltd. Newcastle upon Tyne                         | 24. April 1975     | 23. März 1978      | Portsmouth      | 2005 ausgemustert, 2009 verschrottet                                                                                    |
| Glasgow                    | D88     | Swan Hunter                                                               | 14. April 1976     | 25. Mai 1977       | Portsmouth      | 2005 ausgemustert, 2009 verschrottet                                                                                    |
| Cardiff                    | D108    | VSEL                                                                      | 22. Februar 1974   | 24. September 1979 | Portsmouth      | 2005 ausgemustert, 2009 verschrottet                                                                                    |
| Coventry                   | D118    | Cammell Laird                                                             | 21. Juni 1974      | 20. Oktober 1978   | Portsmouth      | Am 25. Mai 1982 im Falklandkrieg gesunken                                                                               |
| Batch II                   |         |                                                                           |                    |                    |                 | |
| Exeter                     | D89     | Swan Hunter                                                               | 25. April 1978     | 18. September 1980 | Portsmouth      | Am 27. Mai 2009 ausgemustert                                                                                            |
| Southampton                | D90     | Vosper Thornycroft, Southampton                                           | 29. Januar 1979    | 31. Oktober 1981   | Portsmouth      | Am 12. Februar 2009 ausgemustert                                                                                        |
| Nottingham                 | D91     | Vosper Thornycroft                                                        | 18. Februar 1980   | 8. April 1983      | Portsmouth      | Am 11. Februar 2010 ausgemustert                                                                                        |
| Liverpool                  | D92     | Cammell Laird                                                             | 25. September 1980 | 9. Juli 1982       | Portsmouth      | Am 30. März 2012 ausgemustert 2014 in Aliaga verschrottet                                                               |
| Batch III                  |         |                                                                           |                    |                    |                 | |
| Manchester                 | D95     | VSEL                                                                      | 24. November 1980  | 16. Dezember 1982  | Portsmouth      | Am 24. Februar 2011 ausgemustert Ende 2014 verschrottet                                                                 |
| Gloucester                 | D96     | Vosper Thornycroft                                                        | 2. November 1982   | 11. September 1985 | Portsmouth      | Am 30. Juni 2011 ausgemustert 2015 Verschrottung in Aliaga                                                              |
| Edinburgh                  | D97     | Cammell Laird                                                             | 14. April 1983     | 17. Dezember 1985  | Portsmouth      | Am 6. Juni 2013 ausgemustert 2015 Verschrottung in Aliaga                                                               |
| York                       | D98     | Swan Hunter                                                               | 21. Juni 1982      | 9. August 1985     | Portsmouth      | Am 27. September 2012 ausgemustert 2015 Verschrottung in Aliaga                                                         |
| Armada Republica Argentina |         |                                                                           |                    |                    |                 | |
| Hércules                   | D1      | VSEL                                                                      | 16. Juni 1971      | 12. Juli 1976      | Puerto Belgrano | 2019 aktiv<br>Außerdienststellung 2024?                                                                                 |
| Santísima Trinidad         | D2      | Astillero Río Santiago (Schiffswerft Río Santiago) Ensenada (Argentinien) | 11. Oktober 1971   | 1. Juli 1981       | Puerto Belgrano | seit 2004 als Reserve aufgelegt, 2013 nach Schäden gesunken, 2015 gehoben, eine Nutzung als Museumsschiff ist angedacht |